# KV43

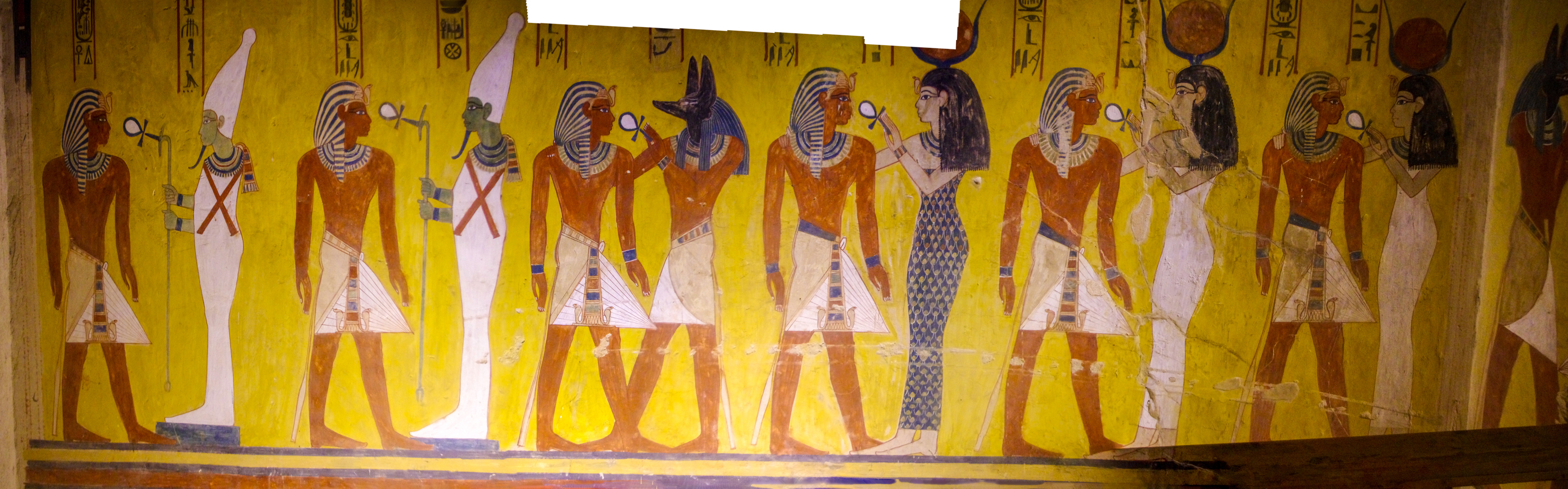
Tumba de Tutmosis IV. KV43.

KV43 es una tumba egipcia similar en estructura y decoración a la KV35.
 Perteneció al faraón Tutmosis IV.
Fue descubierta en 1903 por Howard Carter cuando trabajaba para Theodore Davies. Al estar elevada sobre el “Valle de los Reyes” no fue anegada por inundaciones como otras tumbas, pudiendo encontrarse en ella pinturas en muy buen estado de conservación, a excepción de las emplazadas en la cara Norte. Carter también halló numerosos restos del desvalijado ajuar funerario, que indican que en la misma tumba que su padre fueron enterrados el príncipe Amenemhat y la princesa Tentamun.

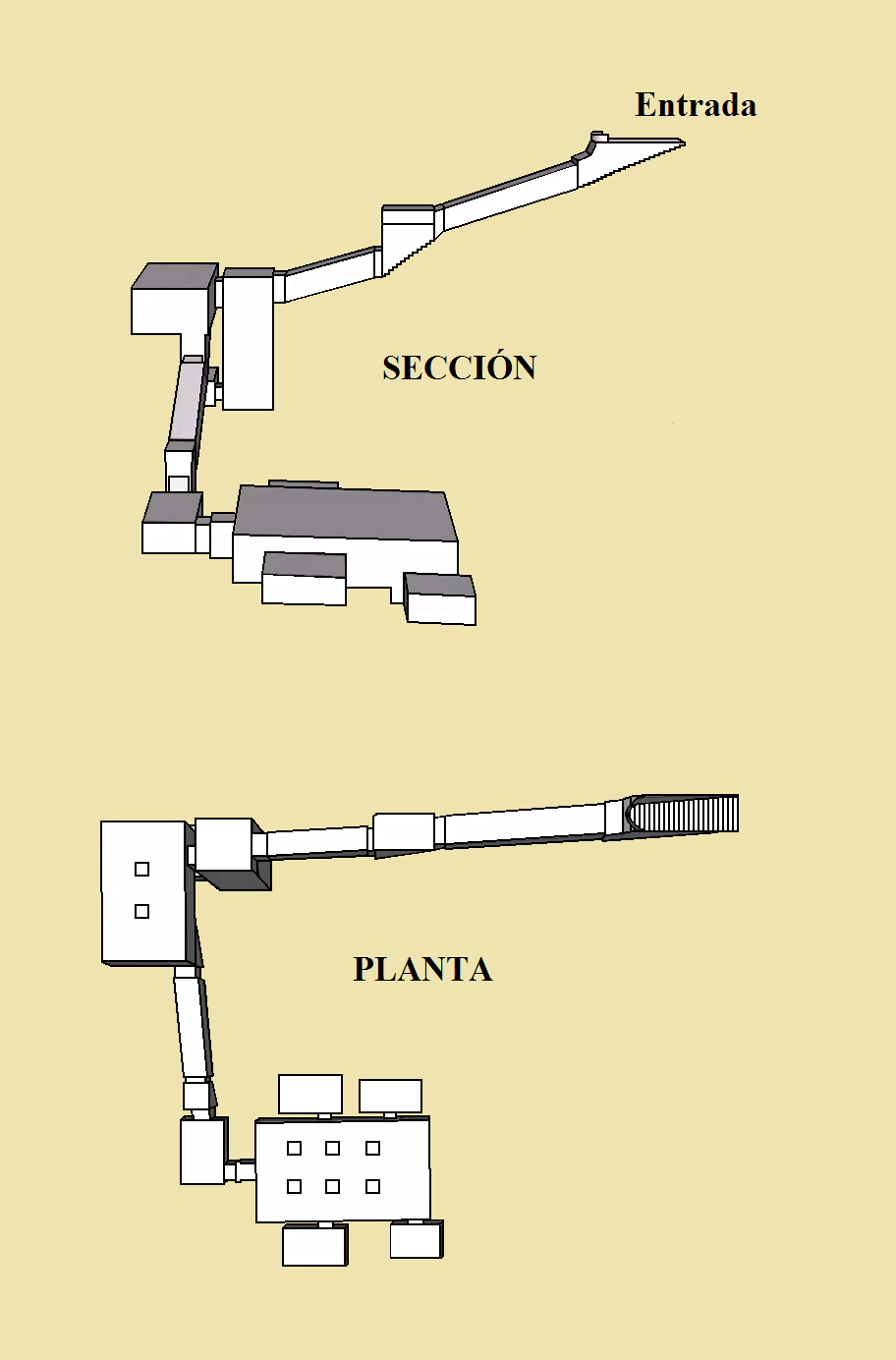
Plano de la Tumba KV43

La momia del faraón Tutmosis IV fue hallada, en excelente estado de conservación, en el escondrijo de la KV35, la tumba de su padre y antecesor Amenofis II. Solo los pies estaban rotos y es el primer soberano que muestra las orejas perforadas, muestra de que se había introducido en la corte esta moda siriocananea, pues en Oriente Próximo y Medio hombres y mujeres llevaban pendientes pero en Egipto hasta el Imperio Nuevo había sido un adorno solo femenino.